# San Francisco de Wayo
San Francisco de Wayo ist ein Dorf der Warao-Indianer im venezolanischen Bundesstaat Delta Amacuro. Im Jahr 2001 hatte es 1176 Einwohner.
Wayo war schon lange eine Warao-Siedlung, als der Kapuziner P. Basilio María de Barral im Jahr 1942 dort die Missionsstation San Francisco de Wayo (oder Guayo) errichtete. Später baute er dort eine Schule für Waraokinder.